# Paraspitiella
Paraspitiella là một chi bọ cánh cứng trong họ Chrysomelidae.
Chi này được miêu tả khoa học năm 1981 bởi Chen & Jiang.

## Các loài
Chi này gồm các loài:
- Paraspitiella nigromaculata Chen & Jiang, 1981